# Begbroke
Begbroke est un village de l'Oxfordshire situé à l'ouest de Kidlington, et à 8 km au nord-ouest d'Oxford en Angleterre. Sa population est de 791 habitants en 2001.
Localisation :
Le siège de la société Solid State Logic est basé à Begbroke.